# 全国信用協同組合連合会
全国信用協同組合連合会（ぜんこくしんようきょうどうくみあいれんごうかい、英語：The Shinkumi Federation Bank, 、略称：全信組連）は、東京都中央区に本店を置く信用組合の系統中央機関である。

## 概要
信用組合の系統中央機関として設立。
子会社を通じた各地の信用組合の勘定系システムなどの運用を行う他、日本銀行の歳入代理店としての業務や各信用組合を通した貸付業務や外国為替業務なども手掛けている。

## 沿革
- 1954年
  - 3月 - 設立
  - 4月 - 本所と大阪支所の2拠点で業務開始。
- 1959年10月 - 本支所の呼称を本支店に変更。
- 1969年6月 - 東京都信用協同組合連合会を吸収合併。
- 1970年4月 - 旧本店ビルが開業。
- 2000年3月 - 北海道信用協同組合連合会の事業を譲受。